# هاينريش روبنز
هاينريش روبنز (بالألمانية Heinrich Rubens) ـ (30 مارس 1865 ـ 17 يوليو 1922) فيزيائي ألماني. لعب دوراً هاماً في وضع نظرية الكم وذلك باستنباطه النتائج التجريبية التي دفعت ماكس بلانك إلى التوصل إلى الفرضية الأولى لنظرية الكم. حصل روبنز على وسام رمفورد سنة 1910.

## وصلات خارجية
Mathematics Genealogy Project